# Sudo Yusuke
Yusuke Sudo (sinh ngày 7 tháng 5 năm 1986) là một cầu thủ bóng đá người Nhật Bản.

## Sự nghiệp câu lạc bộ
Yusuke Sudo đã từng chơi cho Nagoya Grampus Eight, Yokohama FC, Matsumoto Yamaga FC, Salgueiro, Tombense, FC Gifu và SC Sagamihara.